# 양산 통도사 극락암 도광원년 아미타후불탱
양산 통도사 극락암 도광원년 아미타후불탱(梁山 通度寺 極樂庵 道光元年 阿彌陀後佛幀)은 대한민국 경상남도 양산시 하북면 지산리, 통도사에 있는 조선시대의 불화이다. 2005년 10월 13일 경상남도의 문화재자료 제384호로 지정되었다.

## 개요
이 불화는 통도사 극락암 무량수각에 봉안된 아미타후불탱으로, 주색 바탕의 비단에 백색선으로 묘사한 작품이다.
화면 중앙의 아미타여래를 중심으로 좌우에 6대보살과 범천ㆍ제석천ㆍ사천왕ㆍ아난ㆍ가섭존자를, 화면 상단부에는 용왕ㆍ용녀ㆍ팔금강ㆍ4위의 신중상 증을 대칭적으로 배치한 군집구도이다.
원형의 두광과 신광을 갖춘 아미타여래는 중품 하생인을 취하고, 대좌 위에 결가부좌한 모습으로 넓은 어깨와 당당한 가슴, 비교적 넓은 무릎너비로 안정적인 신체비율을 보인다.
6보살상의 좌우측으로 비파를 들고 있는 동방 지국천왕과 장검을 들고 있는 남방 증장천왕, 용과 여의보주를 쥔 서방 광목천왕, 보탑과 창을 든 북방 다문천왕이 갑옷과 천의를 입고 힘찬 기세로 서 있다.
서방 광목천왕의 수염은 담먹을 전체적으로 바르고 세필로 굵고 가는 먹선을 여러 차례 교차로 그은 후, 그 위에 백색선을 그었다. 남방 증장천왕의 수염은 녹청을 두껍게 바르고 먹선을 그었으며, 북방은 백색과 군청을 두텁게 바르고 그 위에 먹선으로 표현하였다. 다문천왕의 수염화기를 통해 도광원년(道光元年)(1821)에 조성하여 극락암에 봉안한 작품으로, 화원 계의(戒誼)·관보(琯甫)를 비롯하여 수명이 관여하였음을 알 수 있다.

## 지정 사유
道光 元年(1821)에 조성하여 극락암에 봉안한 작품으로, 화원 戒誼․ 琯甫를 비롯하여 수명이 관여하였음을 알 수 있다. 부분적으로 변색과 오염이 확인되나, 전체적으로 비교적 양호한 편이므로 문화재자료로 지정한다.

## 참고 자료
- 양산 통도사 극락암 도광원년 아미타후불탱 - 국가유산청 국가유산포털